# The Claws of Axos
The Claws of Axos (Las garras de Axos) es el tercer serial de la octava temporada de la serie británica de ciencia ficción Doctor Who, emitido originalmente en cuatro episodios semanales del 13 de marzo al 3 de abril de 1971.

## Argumento
Los Axons aterrizan en la Tierra, desesperadamente necesitados de combustible. Proponen intercambiar la sustancia milagrosa que llaman axonita por la energía que tanto necesitan. La axonita es una molécula "capaz de pensar" que puede imitar cualquier sustancia... o eso dicen. En realidad, la nave es un organismo unitario llamado Axos, cuyo propósito es alimentarse absorbiendo toda la energía a partir de la axonita (que sólo es una parte de sí mismo), incluyendo la energía de toda forma de vida en la Tierra. El engaño sobre las propiedades benéficas de la axonita sólo era para facilitar su distribución por todo el globo.
Mientras tanto, El Amo, que fue capturado por Axos y usó su conocimiento de la Tierra como moneda de cambio de su vida y libertad, escapa y logra llegar hasta la TARDIS del Doctor, después de que Axos se haya hecho con la suya. Planea repararla para escapar de la Tierra.
Axos en persona se muestra interesado en los conocimientos del Doctor sobre el viaje en el tiempo. Ahora planea abrir su base de alimentación viajando en el tiempo al igual que en el espacio. El Doctor, dándose cuenta, planea engañar a Axos conectándole a la unidad central de su TARDIS para enviar a Axos a un bucle temporal perpetuo. Tras engañar al Amo para que complete la reparación de su TARDIS, el Doctor simplemente hace eso. Esto hace que todas las partes de Axos se desmaterialicen de la Tierra, incluyendo sus autómatas y la axonita.
Al final, cuando el Amo escapa en su propia TARDIS durante la confusión a bordo de Axos, el Doctor regresa a la Tierra, pero no por su propia voluntad: los Señores del Tiempo han programado la TARDIS para que siempre vuelva a la Tierra. El Doctor dice que se siente como un "yo-yo galáctico".

### Continuidad
Tanto el Doctor como el Amo se referirán a los eventos de este serial en El último de los Señores del Tiempo (2007).

## Producción
| Episodio          | Fecha de emisión    | Duración | Espectadores en millones | Estado en el archivo         |
| ----------------- | ------------------- | -------- | ------------------------ | ---------------------------- |
| Episodio 1        | 13 de marzo de 1971 | 23:51    | 7,3                      | Cinta original en PAL        |
| Episodio 2        | 20 de marzo de 1971 | 24:00    | 8,0                      | Restauración de color PAL D3 |
| Episodio 3        | 27 de marzo de 1971 | 24:05    | 6,4                      | Restauración de color PAL D3 |
| Episodio 4        | 3 de abril de 1971  | 25:16    | 7,8                      | Cinta original en PAL        |
| [ 1 ] [ 2 ] [ 3 ] |                     |          |                          |                              |

### Escritura
A finales de 1969, el editor de guiones Terrance Dicks contactó con un nuevo dúo de escritores, Bob Baker y Dave Martin, tras leer un borrador que habían enviado a la BBC para otra producción, A Man's Life. Tras ofrecerles una historia de siete partes en noviembre de 1969 para la octava temporada de Doctor Who, Baker y Martin enviaron varias historias que tenían. A pesar de que no eran adecuadas para un serial, Dicks creó un episodio de apertura a partir de ellas el 1 de diciembre, pero para un serial de seis partes en lugar de siete, ya que Dicks y el productor Barry Letts pensaron que seriales de siete episodios eran demasiado largos.
La historia original del serial estaba ambientada en el centro de Londres, en la estación de energía de Battersea en lugar del complejo de energía de Nuton. Sin embargo, el serial habría salido demasiado caro con el presupuesto disponible, y Dicks le pidió a la pareja de guionestas que redujeran la historia. Así, decidieron ambientar la historia fuera de Londres y excluir las largas escenas de acción que ocurrían en el espacio y en puntos famosos de Londres.
Entre los títulos provisionales se incluyen Doctor Who and the Gift (Doctor Who y el regalo), The Friendly Invasion (La invasión amistosa), The Axons (Los Axons), y The Vampire from Space (El vampiro del espacio). Este último título se usó durante la producción de los dos primeros episodios, y sólo se cambió cuando empezó la filmación del tercero. El DVD contiene metraje no utilizado y cortes de la historia que incluyen la secuencia de títulos originales con el nombre The Vampire from Space. El serial estaba pensado para tener seis partes, pero en el desarrolló se fue reduciendo.

### Filmación
La filmación estaba previsto que durara cinco días, a principios de 1971, empezando el 4 de enero, y se haría en varias localizaciones alrededor de Kent.
Durante el rodaje de exteriores con la escena de la trampa, una tormenta de nieve obligó a la creación de una línea de diálogo que explicara que las variaciones del tiempo de toma a toma era por "condiciones meteorológicas anormales" como resultado de la llegada de Axos.
Una leyenda urbana muy común sobre esta historia es que accidentalmente no se apligó el chromakey en algunas escenas del interior del coche, dejando la pantalla azul detrás de los personajes. En realidad, el azul se supone que representa el cielo. Las diferencias en el tono de azul comparado con el rodaje en exteriores es por la diferencia de su origen de rodaje. Esto lo contradice Paul Vanezis en una entrevista, en la que dice "No iba a poner ningún fondo, y te diré por qué, no estaba iluminado como es debido. No había suficiente azul para activar el chroma-key, ni amarillo, verde o lo que fuera. Se rodó mal. No debería haberse rodado en el estudio, y no se debería haber rodado en chroma. Hoy en día con la moderna tecnología podrías haber aplicado el chroma key fácilmente, pero no hubiera quedado bien".
Por razones desconocidas, en la apertura del serial se usó la versión de la sintonía del Segundo Doctor, como hicieron los dos seriales anteriores. Tras este serial, sin embargo, se vuelve a la sintonía estándar de Jon Pertwee.
La historia incluye escenas del interior de la TARDIS por primera vez en la era de Pertwee, y por primera vez en color. La configuración del escenario de la TARDIS es única para esta aventura. El monitor de la TARDIS aparece en una pantalla circular encajada en uno de los círculos de la pared de la sala, en lugar de en la pantalla rectangular tradicional, lo que se vería una vez más un año más tarde, en el escenario que se construyó para The Time Monster. Las puertas de la sala de la consola no se abren directamente al exterior como en todas las otras aventuras, en su lugar dan a un pasillo con la decoración de círculos. Cuando el interior de la TARDIS vuelve a aparecer en el siguiente serial, Colony in Space, estas dos características son eliminadas.